# 521 Brixia
Az 521 Brixia egy a Naprendszer kisbolygói közül, amit Raymond Smith Dugan fedezett fel 1904. január 10-én.